# Hesseneck
Hesseneck település Németországban, Hessen tartományban. Lakosainak száma 622 fő (2010). Hesseneck Beerfelden és Erbach (Odenwald) községekkel határos.

## Népesség
A település népességének változása:

| 2010 | 622 |